# David Hodo
David Hodo (nascido Richard Davis Hodo; San Andreas, 7 de julho de 1947) é um cantor e dançarino norte-americano. Ficou conhecido por ter sido integrante do grupo de música disco Village People, caracterizado como operário, entre 1978 e 1982 e entre 1987 e 2013.
Hodo nasceu em San Andreas e foi criado em Sacramento. Se formou em discurso em 1969, pela Universidade da Califórnia em Sacramento, atuando em várias produções do campus, incluindo Oh, What a Lovely War!, Carnival! e Ricardo III. Em 1972, se mudou para Nova Iorque, estreando na Broadway em Doctor Jazz, em 1975. David atuou como membro do coral de vários musicais, incluindo Salvation, uma companhia de turnê de Funny Girl em 1972, um revival da Broadway de Pal Joey em 1976 e The Red BlueGrass Western Flyer Show na Goodspeed Opera House em 1977.  Ele também foi um convidado em What's My Line? como um cospe-fogo patinador.
Hodo se juntou ao Village People em 1978 e esteve com o grupo durante sua era de maior sucesso comercial. Ele apareceu com o grupo no filme musical de 1980 Can't Stop the Music e no especial promocional de televisão Magic Night, que também contou com Cher e Hugh Hefner. Ele deixou o Village People em 1982, mas voltou ao grupo em 1987, permanecendo até 2013, quando se aposentou. Hodo também apareceu em vários programas de televisão, incluindo Married... with Children, The Love Boat e The Osbournes.
Em 2002, ele lançou um cover de "My Sweet Lord" (originalmente gravada por George Harrison). Em 2008, ele lançou um EP com o single "The Kids'll Be Fine", parcialmente inspirado em tiroteios em escolas nos Estados Unidos.